# Xue Ming
Xue Ming (Pechino, 23 febbraio 1987) è un'ex pallavolista cinese.
Giocava nel ruolo di centrale.

## Carriera
La carriera di Xue Ming inizia nel 1997, quando all'età di dieci anni entra a far parte del settore giovanile del Beijing Nuzi Paiqiu Dui. Dopo quattro annate con la squadra giovanile, viene promossa in prima squadra, iniziando così la propria carriera professionistica nella stagione 2001-02, nella quale fa il suo debutto nella Volleyball League A cinese.
Nonostante non riesca raggiungere risultati esaltanti col suo club, nel 2005 viene convocata per la prima volta nella nazionale cinese, debuttando al Montreux Volley Masters, chiuso al secondo posto, per poi vincere la medaglia di bronzo al World Grand Prix e quella d'oro al campionato asiatico e oceaniano, che la qualifica insieme alla sua nazionale alla Grand Champions Cup, dove vince un'altra medaglia di bronzo; nel 2007, sempre con la squadra nazionale, vince la medaglia d'argento sia al World Grand Prix che al campionato asiatico e oceaniano, dove viene premiata come miglior attaccante del torneo.
Nella stagione 2007-08 viene ceduta in prestito al Tianjin Nuzi Paiqiu Dui, formazione con la quale vince lo scudetto, venendo anche premiata come miglior attaccante e miglior muro del campionato; nel 2008 vince la medaglia di bronzo ai Giochi della XXIX Olimpiade di Pechino, aggiudicandosi poi quella d'oro alla Coppa asiatica, dove viene premiata come miglior muro della competizione.
Dopo essere tornata al Beijing Nuzi Paiqiu Dui per il campionato 2008-09, con la nazionale vince da protagonista la medaglia d'argento al campionato asiatico e oceaniano 2009, ricevendo altri due premi di miglior attaccante e miglior muro del torneo. Le sue prestazioni con la nazionale subiscono una brusca frenata a causa di alcuni problemi cardiaci, che la portano al ritiro dalla squadra nazionale nel 2011. Dopo aver raggiunto nel campionato 2012-13 i play-off scudetto per la prima volta col Beijing Qiche Nuzi Paiqiu Julebu, chiudendo poi in quarta posizione, si ritira al termine della stagione.

## Palmarès

### Club
- Campionato cinese: 1

2007-08

### Nazionale (competizioni minori)
- Montreux Volley Masters 2005
- Montreux Volley Masters 2006
- Montreux Volley Masters 2007
- Montreux Volley Masters 2008
- Coppa asiatica 2008
- Montreux Volley Masters 2009
- Montreux Volley Masters 2010
- Giochi asiatici 2010
- Coppa asiatica 2010

### Premi individuali
- 2007 - Campionato asiatico e oceaniano: Miglior attaccante
- 2008 - Volleyball League A cinese: Miglior attaccante
- 2008 - Volleyball League A cinese: Miglior muro
- 2008 - Coppa asiatica: Miglior muro
- 2009 - Montreux Volley Masters: Miglior attaccante
- 2009 - Campionato asiatico e oceaniano: Miglior attaccante
- 2009 - Campionato asiatico e oceaniano: Miglior muro